# ماتياس كارداتشيو
 ماتياس كارداسيو  (بالإسبانية: Mathías Cardaccio)، من مواليد 8 أكتوبر 1987 في مونتيفيديو عاصمة الأوروغواي، لاعب كرة قدم أوروغوياتني. لاعب وسط يلعب لـ إيه سي ميلان.
بدأ مسيرته الكروية مع نادي ناسيونال الأوروغوياني، وقضى موسما واحدا قبل أن ينتقل للميلان في صيف عام 2008.

## روابط خارجية
- ماتياس كارداتشيو على موقع الاتحاد الدولي (مؤرشف)  (الإنجليزية)
- ماتياس كارداتشيو على موقع إي إس بي إن إف سي (الإنجليزية)
- ماتياس كارداتشيو على موقع قاعدة بيانات كرة القدم.إي يو (الإنجليزية)
- ماتياس كارداتشيو على موقع ناشيونال فوتبول تيمز (الإنجليزية)
- ماتياس كارداتشيو على موقع Soccerway.com (الإنجليزية)
- ماتياس كارداتشيو على موقع عالم كرة القدم.نت (الإنجليزية)
- ماتياس كارداتشيو على موقع كووورة
- ماتياس كارداتشيو على موقع AS.com (الإسبانية)